# 현준 (2000년)
현준 (허현준, 許玹準), (2000년 3월 9일 ~ )은 대한민국의 가수이자 배우다. 대한민국의 보이 그룹 더보이즈의 서브보컬, 서브래퍼, 리드댄서였다, 2019년 10월 23일 건강 문제로 부득이하게 그룹을 탈퇴하였다. 2020년 8월 13일 소속사와 계약해지로 독자 노선을 걷기로 결정하였다.

## 학력
| 연도        | 학교                                    | 학과   | 비고   |
| ----------- | --------------------------------------- | ------ | ------ |
|             | 분포초등학교                            |        | (졸업) |
|             | 분포중학교                              |        | (졸업) |
| 2016 ~ 2019 | 부산예술고등학교 → 한림연예예술고등학교 | 연예과 | (졸업) |

## 출연

### 드라마
- 2023년 웹드라마 광야로 걸어가 2023 - 윤빈 역
- 2025년 KBS2 내 여자친구는 상남자 - 이민혁 역